# استدلال کیرا: یک داستان عاشقانه
استدلال کیرا: یک داستان عاشقانه (انگلیسی: Kira's Reason: A Love Story؛ ‏دانمارکی: En Kærlighedshistorie) یک فیلم درام دانمارکی به کارگردانی اوله کریستیان مدسن است که در سال ۲۰۰۱ منتشر شد.

## بازیگران
- استینه استینگده
- لارس میکلسن
- سون وولتر
- توماس گابریلسون
- نیکلاس برو